# Mochica (langue)
 (janvier 2008).
Si vous disposez d'ouvrages ou d'articles de référence ou si vous connaissez des sites web de qualité traitant du thème abordé ici, merci de compléter l'article en donnant les références utiles à sa vérifiabilité et en les liant à la section « Notes et références ».

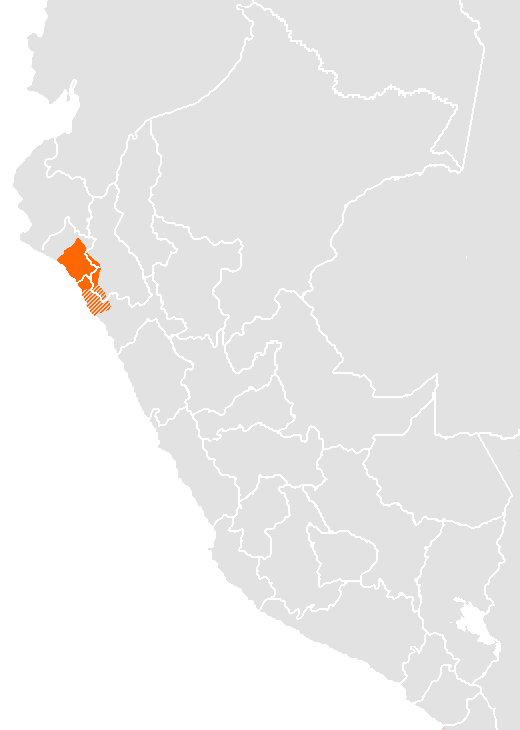
Localisation de la langue muchik avant sa disparition.

Le mochica,,, (parfois écrit muchic, muchik, múchik ou muchick, aussi appelé yunga) est la langue, aujourd'hui éteinte, qui était parlée par les peuples Moche et Lambayeque, situés dans les régions littorales et andines du nord du Pérou. Pour cette raison, elle est aussi appelée « langue d'Eten ». C'est d'après le nom de ce langage, qui vient lui-même du fleuve Moche que l'archéologue péruvien Julio Tello a nommé la culture Moche dite aussi Mochica.

## Caractéristiques linguistiques
Cette langue comportait trois dialectes. Elle comporte une syntaxe polysynthétique, semblable en cela aux langues nahuatl et k'iche'.
La principale source descriptive de la langue mochica provient de l'ouvrage colonial intitulé "Arte de la lengua yunga de los valles del Obispado de Trujillo" (1644), écrit par le prêtre métis Fernando de la Carrera. Ce travail est considéré comme la seule grammaire détaillée existante de la langue. Il est important de noter que cette grammaire a servi de base pour les études ultérieures de la langue. Au XIXe siècle, l'explorateur allemand Ernst Wilhelm Middendorf s'est appuyé sur l'ouvrage de 'De la Carrera' pour rédiger sa propre grammaire du muchik, popularisant ainsi le terme et ses règles.
D'autres chroniqueurs et religieux ont également mentionné ou enregistré la langue. L'augustin Antonio de la Calancha dans sa ''Crónica moralizada'' (1639) a fait référence à la langue muchic, ce qui confirme son usage et sa vitalité au début de la période coloniale. Le franciscain Luis Jerónimo de Oré est aussi connu pour son '''Rituale seu Manuale Peruanum''' (1607), un manuel pour la administration de sacrements en plusieurs langues natives, ce qui témoigne de l'intérêt pour la documentation linguistique à des fins d'évangélisation.
Il existe une chanson dans ce langage : Tonada del Chimo qui est préservé dans le Codex Martínez Compañón (1785).

## Postérité
Bien que la langue mochica soit considérée comme une langue éteinte, son héritage et l'identité ethnique de ses locuteurs ont perduré sur la côte nord du Pérou, principalement dans le département de Lambayeque et La Libertad.
Continuité ethnique et génétique : La population actuelle de la région de Lambayeque présente une forte continuité génétique avec ses ancêtres préhispaniques. Des études scientifiques ont confirmé que l'ethnie mochica n'a pas disparu, mais a continué d'exister malgré les conquêtes chimú, inca et espagnole.
Onomastique : Le nom de la langue a laissé une trace indélébile dans les noms de famille et les toponymes de la région. Des noms de famille tels que Llontop, Neciosup, Chanamé, Samamé, Suclupe, Inope, Miñope, Ñopo, Ñiquén, Chafloque, Chumioque, Chapilliquén, Chancafe, Chapoñán, Inoñán, Farroñán, Farro, Farromeque, Casusol, Cajusol, Quesquén, Esquén, Yafac, Yaipén, Falén, Siadén, Signol, Uypan, Puicón, Puican, Effio, Túllume, Uchofen et Chimpén sont d'origine mochica et témoignent de la persistance de lignées familiales ancestrales.
Toponymie : De nombreux noms de lieux et de canaux d'irrigation, essentiels à l'agriculture locale, conservent des racines mochica. Des toponymes comme Yortuque, Cois et Pulén sont des rappels vivants de la connexion de la langue avec le territoire.

## Codes
- Code de langue IETF : omc